# Hamilton Hume
Hamilton Hume (19 de junio de 1797 – 19 de abril de 1873) fue uno de los primeros exploradores de los actuales estados australianos de Nueva Gales del Sur y Victoria. Junto con William Hovell en 1824, Hume formó parte de una expedición que tomó una ruta por el interior del continente australiano desde Sídney hasta Port Phillip, cerca de la ubicación actual de Melbourne. Además, junto con Charles Sturt en 1828, fue parte de la expedición de los primeros europeos en descubrir el río Darling.

## Biografía

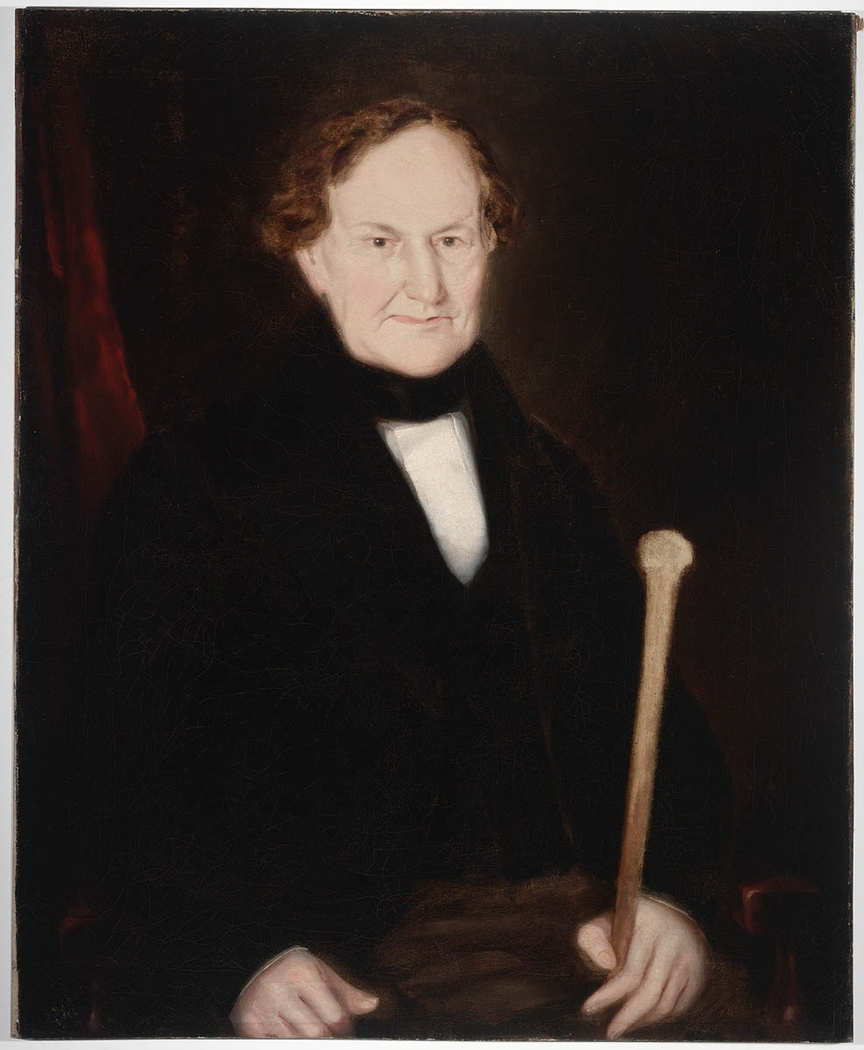
Retrato de Andrew Hamilton Hume, su padre - por Joseph Backler

Hume nació el 19 de junio de 1797 en Seven Hills, Nueva Gales del Sur (la propiedad de su padre) cerca de Parramatta, Nueva Gales del Sur, un asentamiento cerca de Sídney (hoy en día suburbio de la misma).
Hume fue el hijo mayor de Andrew Hamilton Hume y de su esposa Elizabeth Kennedy. Andrew Hume fue nombrado Comisario General de Nueva Gales del Sur, y viajó a esta colonia el 1797. Había pocas oportunidades de educación en Australia durante los primeros diez años del siglo diecinueve, por lo que Hamilton Hume recibió gran parte de la suya de su madre.

## Primeras exploraciones
Cuando tenía apenas 17 años, Hume comenzó a explorar el campo más allá de Sídney con su hermano menor John y un joven aborigen llegando hasta Berrima en el suroeste, y pronto se convirtió en un buen bosquimano. En 1817, Hume se unió a un viaje junto a James Meehan, el viceagrimensor general, y Charles Throsby en el que descubrieron el lago Bathurst y las llanuras de Goulburn. Poco después, en 1818, viajó junto a John Oxley y Meehan a la bahía de Jervis.
En 1822 viajó junto a Alexander Berry por la costa sur de Nueva Gales del Sur. Llegaron hasta el río Clyde, y hacia el interior, hasta Braidwood. Berry se asentó en Shoalhaven, y en junio de 1822 dejó a Hume y un grupo de convictos para que construyeran un canal de 209 yardas entre el río Shoalhaven y el río Crookhaven para que pudieran llegar barcos hasta Shoalhaven. Ese canal fue el primer canal navegable de Australia y fue completado en 12 días. Hoy en día el canal es el principal flujo de agua en el río Shoalhaven.

## Expedición de Hume y Hovell

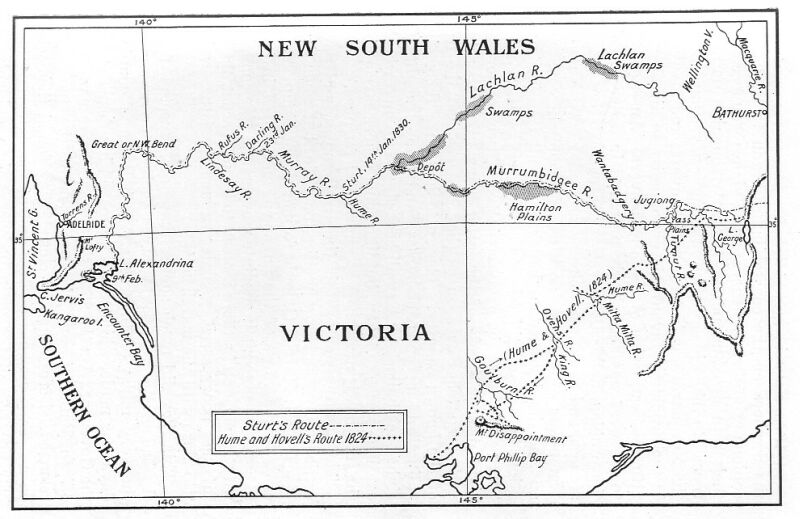
Expediciones de Sturt y de Hume y Hovell

En 1824, Hume fue recibido por el gobernador Thomas Brisbane con vistas a organizar una expedición al golfo de Spencer. Brisbane también estaba en contacto con William Hovel en esa época en relación con el mismo tema, pero no está claro quién fue consultado primero. Finalmente el gobierno no pudo financiar la expedición, por lo que los dos hombres decidieron financiarla de sus propios bolsillos, con la excepción de unas albardas, ropas y cobijas que fueron suministradas por los almacenes del gobierno. Hume, en una carta del 24 de enero de 1825, inmediatamente después del regreso de los exploradores, prácticamente aseguraba haber sido el líder de la expedición. Se refería a «la expedición que su Excelencia tuvo el agrado de poner bajo mi mando». Pero Brisbane no aceptó esa interpretación, y en una carta al secretario, Wilmot Horton, del 24 de marzo de 1825 menciona el «descubrimiento de nuevas y valiosas tierras... por parte de dos jóvenes, los señores Hovell y Hume... yo les ordené que traten de llegar al golfo Spencer». También cabe destacar que en la carta a Brisbane del 28 de julio de 1824, Hovell firmó primero. Estos hechos son interesantes dada la controversia que surgió muchos años después. Cada uno de los exploradores llevó consigo tres sirvientes que le fueron asignados y entre los dos tenían cinco novillos, tres caballos y dos carretas. Casi todo el viaje fue a través de terreno montañoso, y tuvieron que cruzar varios ríos.
El coraje y las habilidades de Hume fueron factores importantes a la hora de permitirles superar las muchas dificultades en el camino, y tras un viaje de 11 semanas llegaron a la Bahía Corio cerca del actual Geelong. Allí, probablemente debido a instrumentos defectuosos, Hovell cometió un error de un grado en su observación, y creyeron que estaban en la costa de Western Port. El viaje de regreso se realizó en una ruta más hacia el oeste, el terreno estaba más plano y llegaron a su punto de partida menos de cinco semanas después. Sus provisiones se agotaron justo antes de terminado el viaje, y todo el equipo estaba muy cerca de quedar exhausto. Hume y Hovell recibieron 4,9 km² de tierras cada uno, una inadecuada recompensa por los descubrimientos de gran importancia realizados por una expedición que prácticamente pago por sus propios gastos. Esta expedición descubrió la ruta terrestre entre Sídney y Port Phillip, en cuyas costas hoy en día se encuentra Melbourne.

## Descubrimiento de río Darling
En noviembre de 1828, Hume viajó junto a Charles Sturt hacia el oeste de Nueva Gales del Sur, en donde descubrieron el río Darling, el tributario más largo del río Murray. Hume se pudo comunicar con unos aborígenes que habían conocido al inicio de su viaje para que estos los guiasen, y más adelante, cuando los aborígenes los abandonaron, Sturt habló con aprecio sobre la habilidad de Hume para rastrear los animales que habían perdido. Dado que era un año de sequía, el encontrar agua se convirtió en una lucha constante, y solo la buena habilidad como bosquimano de Hume salvó a la expedición. Sturt quería que Hume fuese con él en su segunda expedición, que comenzó a finales de 1829, pero tenía que cuidar de su cosecha y no pudo ayudarle. Hume había terminado su carrera como explorador y pasó el resto de sus días como un exitoso ganadero.

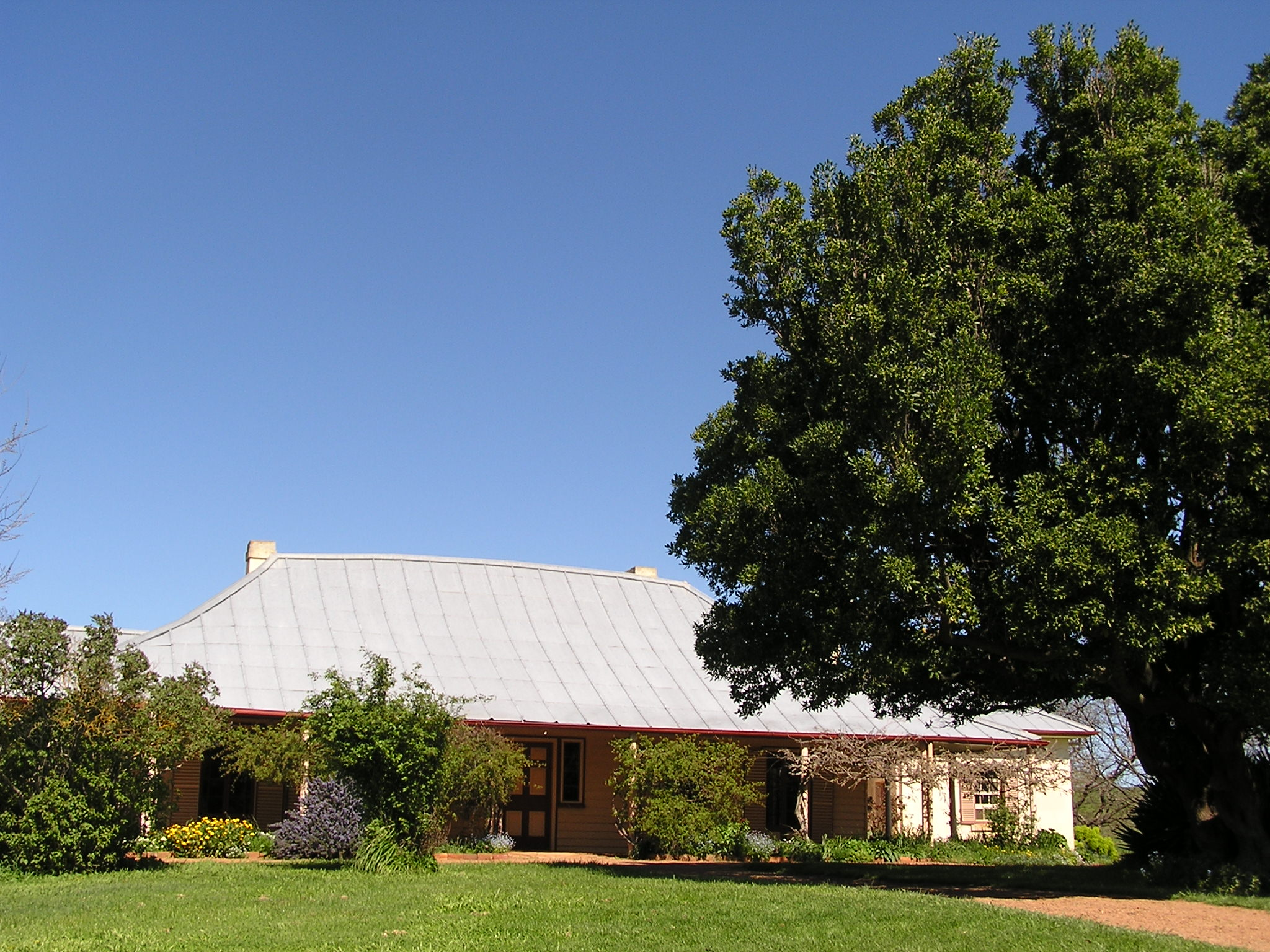
El hogar de Hume: cabaña Cooma en Yass

## Controversias con Hovell
En diciembre de 1853, un informe con fallos de un discurso que Hovell había dado en Geelong provocó mucha antipatía entre los dos exploradores. Hume siempre se había considerado a sí mismo como el líder de su expedición conjunta, y su indignación era máxima ante la idea de que Hovell minimizase su contribución. Informes más completos del discurso muestran que este no fue el caso, pero la vehemencia con la que Hume y sus amigos respondieron en su momento hizo que el trabajo de Hovell fuese menospreciado durante mucho tiempo. Hume publicó en 1825 un libro corto con aclaraciones sobre su expedición en 1855, el cual terminó siendo publicado en tres ediciones. Hovell publicó dos panfletos en respuesta. (Para una discusión equilibrada sobre los méritos del caso, ver la publicación académica de sir Ernest Scott en Journal and Proceedings of the Royal Australian Historical Society, vol. VIII).
Hume era un excelente explorador, un bosquimano de primer nivel, habilidoso y valiente, cuyo trabajo no era apreciado ni recompensado en forma adecuada por el gobierno de la época. Hume tenía un buen conocimiento de los pueblos aborígenes locales, siempre evitó conflictos con ellos, e incluso parecía haber aprendido a hablar un poco de su idioma. Tiene la reputación bien establecida y merecida de ser uno de los grandes exploradores australianos.

## Vida posterior

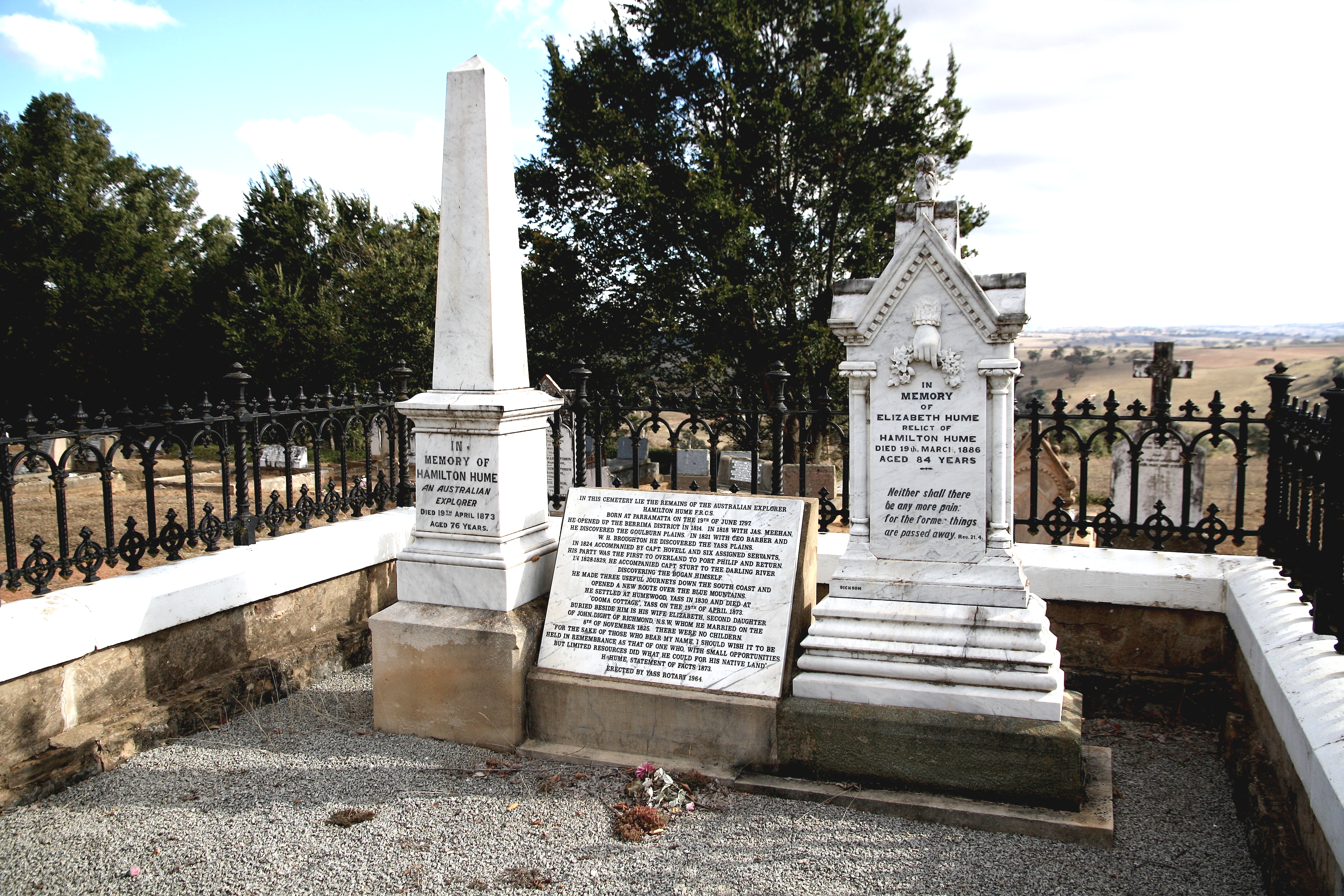
Tumba y memorial de Hume y su esposa Elizabeth en el cementerio de Yass.

Hume se casó con Elizabeth Dight el 8 de noviembre de 1825 en la Iglesia de San Felipe en Sídney. No tuvieron hijos.
Hume fue magistrado en Yass hasta su muerte en su residencia, la cabaña Cooma en Yass, el 19 de abril de 1873. Una calesa de dos pasajeros que una vez fue de Hume y utilizada por él en Yass ahora forma parte de la colección del Museo Nacional de Australia en Canberra.

## Reconocimiento
Hume ha sido conmemorado por la autopista Hume, la principal carretera entre Sídney y Melbourne. Hume y Hovell también fueron conmemorados entre 1953 y 1966 cuando sus caras aparecieron en los billetes de una libra australiana. La represa Hume y su embalse, el lago Hume, fueron nombrados en su honor en 1996. El suburbio de Hume, en Canberra, también fue nombrado en su honor, al igual que la división electoral federal de Hume. La Ciudad de Hume, un consejo metropolitano externo en Melbourne formado en 1994, recibió su nombre en honor al explorador.